# 寿化成工業
寿化成工業（ことぶきかせいこうぎょう　英称：Kotobuki Kasei corp.）は本社・工場を栃木県鹿沼市においている、プラスチックの真空成形メーカー。長瀬産業グループの一つであった。

## 事業所
- 本社・工場：栃木県鹿沼市さつき町7-9
- 東京営業所：東京都中央区日本橋人形町一丁目2番5号 ERVIC人形町ビル9階
  - 東京都中央区日本橋1-2-8 長瀬産業本町ビル6階から移転

## 沿革
- 1972年11月 - 寿化成工業株式会社設立
- 2001年 1月 - 業容拡大を目指して、クリーンルームを整備した本社・工場を現在地（栃木県鹿沼市さつき町）に移転
- 2002年 6月 - 中国に長瀬産業株式会社などと共同出資で長瀬精密塑料(上海)有限公司を設立し、主に電子部品用トレイの製造・販売を開始
- 2003年 1月 - 環境方針制定
- 2003年 6月 - ソニー株式会社が推進する「グリーンパートナー環境品質認定制度」において、グリーンパートナーとして認定取得
- 2004年 1月 - 固有のクリーンルーム内での容器製造システムを「スーパークリーンK」として商標登録
- 2004年12月 - 現工場敷地内に第二倉庫竣工
- 2005年 1月 - ISO 9001認証取得
- 2005年 7月 - 個人情報保護方針制定
- 2009年11月 - 環境方針改定（長瀬産業環境方針に準ずる）
- 2021年7月 - 長瀬産業・ナガセプラスチックスが全株式を赤松化成工業株式会社に譲渡し、同社の傘下となる[2]

## 特許
- 特許公開2010-42849： 連結部の強度が強いトレイを提供。
- 特許公開2010-89826： 連結部をミシン目で切断する際の振動を抑制でき、かつ、連結部にミシン目を入れてもトレイ強度を十分に高くできるトレイを提供。